# Pierre Spagnou
Pour les articles homonymes, voir Spagnou.
Pierre Spagnou est un ingénieur, écrivain scientifique et enseignant français.

## Biographie
Diplômé de l'École nationale supérieure d'ingénieurs de Caen, Pierre Spagnou a enseigné l’histoire des sciences à l’Institut supérieur d'électronique de Paris (ISEP) de 2012 à 2014. Il est l'auteur de plusieurs livres et articles de vulgarisation scientifique.

## Œuvres
Livres
- 2012 :
  - De la relativité au GPS : quand Einstein s'invite dans votre voiture, Paris, Ellipses, mai 2012 (ISBN 978-2-7298-7281-6, présentation en ligne)
  - Raisonnez probabilités : sans vous faire piéger !, Paris, Ellipses, nov. 2012 (ISBN 978-2-7298-7565-7, présentation en ligne)
Critique : Nicolas Gauvrit, « Raisonnez probabilités - Sans vous faire piéger ! », afis sciences, 12 septembre 2013
- 2014 : L'histoire de la physique : racontée par votre smartphone, Paris, Ellipses, nov. 2014 (ISBN 978-2-340-00221-0, présentation en ligne)
- 2015 : Galilée ou Les délices de la question, Sophia-Antipolis, Book-e-book, coll. « Une chandelle dans les ténèbres » (no 34), mai 2015 (ISBN 978-2-37246-007-1, présentation en ligne)
- 2017 :
  - Les mystères du temps : de Galilée à Einstein, Paris, CNRS, coll. « Le banquet scientifique », janv. 2017 (ISBN 978-2-271-08911-3, présentation en ligne)
  - Déjouez les idées fausses en physique, Paris, Ellipses, fév. 2017 (ISBN 978-2-340-01650-7, présentation en ligne)
- 2020 :
  - Le trésor des ondes gravitationnelles, Paris, CNRS, coll. « Le banquet scientifique », janv. 2020 (ISBN 978-2-271-12422-7, présentation en ligne)
Critique : Pierre Potier, « Le trésor des ondes gravitationnelles », AFAS, 28 février 2020
  - avec Sébastien Trilles, Le temps dans la géolocalisation par satellites, EDP Sciences, coll. « Savoirs actuels / physique », oct. 2020 (ISBN 978-2-75982434-2, présentation en ligne)

Articles
- « Einstein et les lentilles gravitationnelles », Bibnum,‎ mars 2013, p. 17 p. (résumé, lire en ligne).
- « Sagnac et l'expérience à contresens », Bibnum,‎ octobre 2013, p. 28 p. (résumé, lire en ligne).
- « Einstein et la révolution relativiste », Bibnum,‎ octobre 2014, p. 36 p. (résumé, lire en ligne).
- « Le principe d'équivalence et l'effet Einstein », Bibnum,‎ mai 2015, p. 26 p. (résumé, lire en ligne).
- « Einstein et l'article incompris de 1911 », Bibnum,‎ août 2017, p. 26 p. (résumé, lire en ligne).